# Sinne Eeg
Sinne Eeg (Lemvig, 1977. szeptember 1. – ) dán dzsesszénekesnő.

## Pályakép
1997-ben vették fel az Esbjergi Zeneakadémiára, ahol 2003-ban végzett. Zenei tanulmányainak részeként az amerikai énekesnő, Janet Lawson mellett tanult is New Yorkban. A nemzetközi sajtó számos a hízelgő véleményt fogalmazott meg róla. Skandinávia legjobb dzsesszénekesnőjének tekintik.
Számos saját dalt komponált, és bár általában angolul énekel, dánul is előad dalokat.

## Lemezek
- 2003: Sinne Eeg
- 2007: Waiting for Dawn
- 2008: Kun en drøm
- 2009: Merry Christmas, Baby
- 2009: Remembering You
- 2010: Don't Be So Blue
- 2012: The Beauty Of Sadness
- 2014: Face the Music
- 2017: Dreams
- 2018: Live at the Millfactory
- 2019: We’ve just begun
- 2020: Sinne Eeg & The Danish Radio Big Band: We’ve Just Begun

## Díjak
- 2007, 2010, 2014: Vocal Jazz Album of the Year; (Danish Music Awards)
- 2014: Ben Webster Prize
- 2014: Prix du Jazz Vocal, Académie du jazz, Face the Music[1]
- 2015: Vocal Jazz Album of the Year; (Danish Music Awards)
- 2016: The Queen Ingrid Honorary Grant